# 唇を閉ざせ (映画)
『唇を閉ざせ』（くちびるをとざせ、Ne le dis à personne）は、2006年のフランスのミステリ映画。監督はギヨーム・カネ、出演はフランソワ・クリュゼとマリ＝ジョゼ・クローズなど。アメリカ合衆国の作家ハーラン・コーベンの同名小説を映画化した作品である。
第32回セザール賞において、作品賞をはじめとする9部門でノミネートされ、そのうち監督賞（ギヨーム・カネ）、主演男優賞（フランソワ・クリュゼ）、作曲賞（マチュー・シェディッド）、編集賞（エルヴェ・ド・リューズ）の4部門で受賞を果たした。

## ストーリー
8年前に妻マルゴを惨殺された過去を持つ小児科医アレックスは、ある日、妻と自分の関係を示す「M+A」と書かれたメールを受け取る。その内容に従って、あるサイトにアクセスすると「現在のマルゴ」が映っていると思われる動画が再生される。妻が生きていると考えたアレックスは、彼女の死体を確認した唯一の存在である、妻の父で元警官のジャックに死体の状態を尋ねるが、マルゴの死を否定する可能性を得ることはできなかった。それでも疑問が拭えないアレックスは、真相を突き止めようとするが、アレックスを監視している謎の男たちに陥れられ、マルゴの親友シャルロットを殺した容疑者として警察に追われることになる。

## キャスト
- アレックス・ベック: フランソワ・クリュゼ - 小児科医。
- マルゴ・ベック: マリ＝ジョゼ・クローズ - アレックスの幼なじみでもある妻。8年前に惨殺された。
- ジャック・ローランタン: アンドレ・デュソリエ - マルゴの父。警官を引退したばかり。
- エレーヌ・パーキンス: クリスティン・スコット・トーマス - アレックスの友人で姉アンヌのレズビアンの恋人。
- エリック・レフコヴィッチ: フランソワ・ベルレアン - ヴェルサイユ署の警視。
- エリザベス・フェルドマン: ナタリー・バイ - 敏腕弁護士。エレーヌの依頼でアレックスの弁護を担当する。
- ジルベール・ヌヴィル: ジャン・ロシュフォール - 地方議会議長。児童財団総裁。
- アンヌ・ベック: マリナ・ハンズ - アレックスの姉。乗馬選手。
- ブリュノ: ジル・ルルーシュ - アレックスに恩を感じているゴロツキ。
- フィリップ・メナール: フィリップ・ルフェーヴル（フランス語版） - レフコヴィッチの部下で相棒の刑事。
- シャルロット・ベルトー: フローレンス・トマシン（フランス語版） - マルゴの親友だったカメラマン。
- ベルナール・ヴァレンティ: オリヴィエ・マルシャル - アレックスを監視している謎の男。
- フィリップ・ヌヴィル: ギヨーム・カネ - ジルベールの息子。乗馬選手。8年前に殺された。
- ザック: ミカエラ・フィッシャー - 女殺し屋。

## 作品の評価
アロシネによれば、フランスの24のメディアによる評価の平均点は5点満点中3.3点となっている。
Rotten Tomatoesによれば、批評家の一致した見解は「緊張感があり、緻密に練られたスリラーである『唇を閉ざせ』には、ドキドキする部分と胸を締め付けるような部分が等しく存在している。」であり、119件の評論のうち高評価は93%にあたる111件で、平均点は10点満点中7.6点となっている。
Metacriticによれば、30件の評論の全てが高評価で、平均点は100点満点中82点となっている。

## リメイク
2009年にハリウッドでのリメイクが発表された。翌2010年には、オーストラリアの映画監督で脚本家のアンドリュー・ドミニクがリメイク版の脚本を執筆しているが、監督も担当するかは未定であると報道された。